# Felip de Cruïlles de Peratallada
Felip de Cruïlles de Peratallada fou el un baró de Cruïlles i senyor de Torrent mort l'any 1798.
El 25 de març de 1770 fou investit pel rei Carles III amb el títol de marquès de castell de Torrent, sent així el primer marqués del Castell de Torrent, baró de Cruïlles, Peratallada i Fitor. Es casà amb Mariàngela de Farners-Cartellà.